# Studi Cattolici
Studi Cattolici to miesięcznik włoski, które opisuje wydarzenia bieżące z punktu widzenia nauczania katolickiego. Szczególnie podejmuje zagadnienia związane z teologią, literaturą, filozofią i historią.
Pismo powstało jako kwartalnik w 1957 r. Założyli je Salvador Canals i Giacomo Violardo. 
Z pismem związani byli m.in. Giovanni Battista Guzzetti, Alfredo Ottaviani, Daniel-Rops, Giulio Andreotti, Julián Herranz Casado, Charles Journet, Giambattista Torellò.